# سباستيان سوسا (لاعب كرة قدم)
سباستيان سوسا (بالإسبانية: Sebastián Sosa) هو لاعب كرة قدم أوروغواياني في مركز حراسة المرمى، ولد في 19 أغسطس 1986 في مونتيفيديو في الأوروغواي. شارك مع منتخب الأوروغواي تحت 17 سنة لكرة القدم ومنتخب الأوروغواي تحت 20 سنة لكرة القدم. أما مع النوادي، فقد لعب مع بنيارول وبوكا جونيورز وروزاريو سنترال وسنترال إسبانيول وفيليز سارسفيلد ونادي باتشوكا.

## وصلات خارجية
- سباستيان سوسا (لاعب كرة قدم) على موقع إي إس بي إن إف سي (الإنجليزية)
- سباستيان سوسا (لاعب كرة قدم) على موقع قاعدة بيانات كرة القدم.إي يو (الإنجليزية)
- سباستيان سوسا (لاعب كرة قدم) على موقع ناشيونال فوتبول تيمز (الإنجليزية)
- سباستيان سوسا (لاعب كرة قدم) على موقع Soccerway.com (الإنجليزية)
- سباستيان سوسا (لاعب كرة قدم) على موقع عالم كرة القدم.نت (الإنجليزية)
- سباستيان سوسا (لاعب كرة قدم) على موقع AS.com (الإسبانية)